# Tibioploides
Genre
Tibioploides est un genre d'araignées aranéomorphes de la famille des Linyphiidae.

## Distribution
Les espèces de ce genre se rencontrent en écozone paléarctique.

## Liste des espèces
Selon World Spider Catalog (version 26, 23/06/2025) :
- Tibioploides arcuatus (Tullgren, 1955)
- Tibioploides cyclicus Sha & Zhu, 1995
- Tibioploides eskovianus Saito & Ono, 2001
- Tibioploides famularis (Keyserling, 1886)
- Tibioploides kurenstchikovi Eskov & Marusik, 1991
- Tibioploides monticola Saito & Ono, 2001
- Tibioploides stigmosus (Xia, Zhang, Gao, Fei & Kim, 2001)

## Systématique et taxinomie
Ce genre a été décrit par Eskov et Marusik en 1991 dans les Linyphiidae.

## Publication originale
- Eskov & Marusik, 1991 : « New linyphiid spider (Aranei, Linyphiidae) from east Siberia. » Korean Arachnology, vol. 6, no 2, p. 237-253.